# 贖金
贖金（英語：ransom），是綁架事件裡經常看到的字眼，就是綁架者向對方勒索賤財，以作交換人質的條件。擄人勒贖的行為，已被公眾視為是一種逼人讓步的行動。但近代，歹徒往往會在被害者家屬交付贖金後，殺人滅口（俗稱「撕票」）。
另外，現在的贖金也可以指當電腦資料被勒索軟體劫持加密或電腦設備被勒索軟體上鎖時，為了換取資料的存取權所支付的金錢。

## 歷史上的贖金
擄人勒贖一事，最早是於公元前78年發生的，凱撒被土耳其的海盜擄走後，就有人將錢交給那幫海盜，以換取凱撒。在歐洲的中世紀裡，贖金對於騎士的戰爭來說，是非常重要的。當一名重要的騎士（尤其是貴族或皇族成員），被人在戰場上擄走後，便非常值錢，但如果一死，就沒有任何價值了。因為如此，贖金便成為了紋章學裡的主要發展力。所以，許多騎士都意圖將他們的價值貶低，以防被敵軍擄走，並進行勒贖。

## 近代的贖金案例

### 台灣
- 1987年，陸正案，贖金新台幣100萬。（撕票）
- 1997年，白曉燕命案，贖金五百萬美元。（撕票）

### 香港
- 1990年，王德輝綁架案，贖金六千萬美元。（下落不明，疑似撕票，香港高等法院宣佈已經死亡）

## 參看
- 保釋金

1. ↑  編譯, 邱偉淳 /. . 公視新聞網 PNN. 2019-01-10  [2025-07-07] （中文（繁體））.
2. ↑  江采蓁. . 公視新聞網 PNN. 2024-02-21  [2025-07-07] （中文（繁體））.
3. ↑  編譯, 施慧中. . 公視新聞網 PNN. 2023-11-14  [2025-07-07] （中文（繁體））.